# Hollerich (Seelbach)

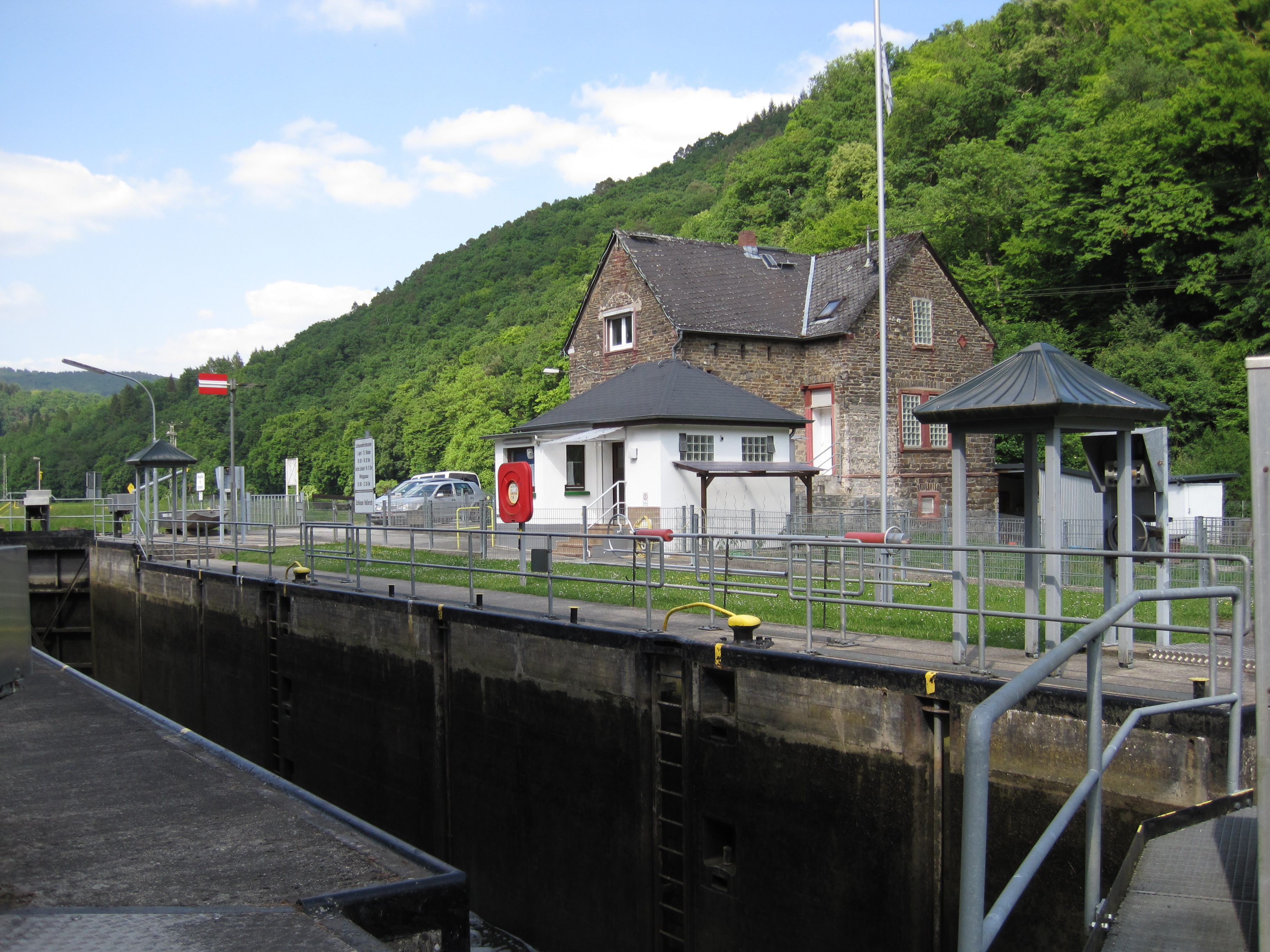
Schleusengebäude der Schleuse Hollerich

Hollerich ist ein Ortsteil der Gemeinde Seelbach im Rhein-Lahn-Kreis in Rheinland-Pfalz. 
Der Ortsteil besteht aus dem inzwischen nicht mehr bewirtschaftete Hof Hollerich und Schleusengebäuden. Er befindet sich am südlichen Ufer der Bundeswasserstraße Lahn. Der Fluss wird hier bei Kilometer 115,1 durch ein Wehr aufgestaut. Die Fallhöhe wird durch ein Wasserkraftwerk auf der gegenüberliegenden, zu Nassau gehörenden, nördlichen Lahnseite genutzt. Der Wasserauslauf befindet sich bei Kilometer 115,5, wo sich auch der Fabrikkomplex  Elisenhütte befindet. Der Metallbetrieb wurde 1867 von dem aus Gotha stammende Freiherr Wilhelm von Rüdiger aufgebaut, der die Hütte anfangs mit einer 500 PS-Turbine ausrüstete. Die Elisenhütte beherbergt heute eine für die Bundeswehr wichtige Munitionsfabrik. Die Wehrbrücke kann von Fußgängern passiert werden. Zwischen Flusskilometer 112 und 115 befindet sich das Naturschutzgebiet Schleuse Hollerich mit einem Vorkommen der seltenen Würfelnatter.
In Hollerich befindet sich in der Lahn die Schleuse Hollerich.